# Frank Buffay, Jr.
Pour les articles homonymes, voir Buffay.

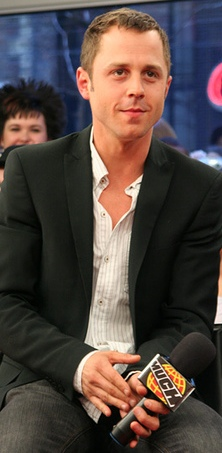
Giovanni Ribisi, qui interprète le personnage de Frank Buffay Junior.

Frank Buffay, Jr. est un personnage secondaire de la série télévisée Friends.
Il est interprété par Giovanni Ribisi.
Il fait sa première apparition dans la série au cours de la saison 2 épisode 6 "Celui qui oublie un bébé dans le bus". 
Franck Buffay Jr. vient récupérer un préservatif laissé dans l'étui à guitare de Phoebe qui chantait devant le Central Perk pour une "urgence".

## Synopsis
Demi-frère de Phoebe et Ursula, il ne découvre l'existence de ses sœurs que tardivement. 
Il rencontre et épouse Alice, qui a 30 ans de plus que lui et avec qui il élèvera trois enfants : Leslie, Frank Junior Junior et Chandler. Alice et Frank ne pouvant avoir d'enfants, c'est Phoebe qui sera la mère porteuse des triplés.